# امینه چایکارا
امینه چایکارا (ترکی استانبولی: Emine Çaykara؛ زادهٔ ۱۹۶۴) نویسنده و تاریخ‌نگار اهل ترکیه است. 
او متولد استانبول و دانش‌آموخته دانشکده باستان‌شناسی کلاسیک دانشگاه استانبول است. چایکارا در طول تحصیلاتش در دانشگاه استانبول، در بخش فهرست‌نویسی مجسمه‌های باستانی موزه افسوس (در شهر افسوس) مشغول به کار بود و در همان زمان، به همراه یک گروه باستان‌شناسی اتریشی در حفاری‌های معبد آرتمیس شرکت کرد. او با توجه به پیشینه خود در زبان فرانسه، چند سال بعد از فارغ‌التحصیلی‌اش را به عنوان راهنمای تورهای حرفه‌ای گذراند. در آن دوره آثار بسیاری را به زبان ترکی ترجمه کرد.
چایکارا افزون بر ترجمه چند کتاب با موضوع تاریخ‌نگاری و باستان‌شناسی، سابقه همکاری با چندین نشریه تخصصی را در کارنامه خود دارد.